# Казе Роси (Сондрио)
Казе Роси је насеље у Италији у округу Сондрио, региону Ломбардија.
Према процени из 2011. у насељу је живело 40 становника. Насеље се налази на надморској висини од 266 м.